# Rhizocarpon geographicum
Rhizocarpon geographicum је врста лишајева која расте на стенама у планинским пределима ниског загађења ваздуха. Сваки лишајеви су равни мрље обрубљене црном линијом спора. Те закрпе расту једна поред друге, што доводи до појаве мапе или поља закрпе.  Rhizocarpon geographicum који се налази у Арктику процењен је на 8.600 година старости, што је најстарији живи организам на Земљи.
Лицхенометрија се заснива на претпоставци да је највећи лишај који расте на стени најстарији појединац. Генерално се узима пет највећих пречника лишајева талија, иако је коришћено неколико статистичких метода. Ако је позната стопа раста, максимална величина лишајева даће минималну старост до када је ова стена депонована. Кривуља раста, граф старости лишаја у односу на датум супстрата на коме се налази треба да се изгради за неко подручје. Првобитно је Бехел користио надгробне споменике за израду калибрационе кривуље. Стопе раста за различита подручја и врсте могу се постићи мерењем максималних величина лишајева на супстратима познатог доба, као што су гробни споменик, историјске или преисторијске стенске грађевине, или моране познатог доба (нпр. оне из периода малог леденог доба).